# Andere Sterne, andere Sitten
Andere Sterne, andere Sitten (Originaltitel: Manhunt) ist die 19. Folge der zweiten Staffel der US-amerikanischen Science-Fiction-Fernsehserie Raumschiff Enterprise – Das nächste Jahrhundert. Sie wurde in den Vereinigten Staaten über Syndication vermarktet und erstmals am 19. Juni 1989 auf verschiedenen Fernsehsendern ausgestrahlt. In Deutschland war sie zum ersten Mal am 22. Mai 1992 in einer synchronisierten Fassung im ZDF zu sehen.

## Handlung
Im Jahr 2365 bei Sternzeit 42859.2 soll die Enterprise zwei antedeanische Delegierte zu einer Konferenz auf dem Planeten Pacifica transportieren, wo über den Beitritt ihres Volks zur Föderation verhandelt werden soll. Da sie Weltraumreisen nicht gut vertragen, begeben sie sich sofort nach ihrer Ankunft auf dem Schiff in einen künstlichen katatonischen Zustand. Nur wenig später taucht ein überraschender weiterer Gast auf: Die betazoidische Botschafterin Lwaxana Troi, Mutter der Schiffsberaterin Deanna Troi, kommt an Bord, um ebenfalls an der Konferenz teilzunehmen.
Recht schnell wird jedoch klar, dass Lwaxana Troi eigentlich andere Absichten hegt. Sie lädt Captain Picard zu einem diplomatischen Empfang ein, doch der muss feststellen, dass er der einzige Gast ist und es sich eigentlich um ein romantisches Dinner handelt. Picard kann sich nur aus dieser unangenehmen Situation befreien, indem er seinen zweiten Offizier Data hinzubittet und ihn belanglose Dinge erzählen lässt. Deanna Troi sieht sich nun zu einer Erklärung gezwungen: Sie informiert den Captain, dass ihre Mutter das betazoidische Äquivalent der Menopause durchlebt, die sogenannte „Phase“. In diesem Zustand ist es üblich, dass sich das sexuelle Verlangen betazoidischer Frauen um ein vielfaches steigert. Sie richten dann häufig ihre ganze Aufmerksamkeit auf einen Mann und beabsichtigen, ihn zu heiraten. Offenbar ist Lwaxanas Wahl auf Picard gefallen.
Der Captain ist nicht gerade begeistert, dass ihm diese Ehre zuteilwurde. Er beschließt, Lwaxana Troi für den Rest der Reise aus dem Weg zu gehen, und sucht deshalb das Holodeck auf, wo er in die Rolle des Privatdetektivs Dixon Hill schlüpft, um eine Kriminalgeschichte durchzuspielen. Er kommt jedoch nicht in die richtige Stimmung, da mehrere vermeintliche Klienten versuchen, ihn zu töten. Schließlich entscheidet er sich, zusammen mit seiner Sekretärin Madeline die Bar von Hills Freund Rex zu besuchen. Rex macht sich Sorgen, dass er bald unangenehmen Besuch bekommen könnte.
Lwaxana Troi findet sich recht schnell mit Picards Zurückweisung ab und sucht nun eifrig nach einem neuen Mann. Ihre Wahl fällt auf den ersten Offizier Riker und sehr zu dessen Überraschung verkündet sie vor der gesamten Brückenbesatzung ihre bevorstehende Hochzeit. Zugleich erwachen die Antedeaner aus ihrer Starre. Riker nutzt dies, um zusammen mit Data aufs Holodeck zu gehen, wo sie Picard über alles informieren wollen. Lwaxana folgt ihnen. Ihr Interesse an Riker lässt rasch nach, als Rex beginnt, ihr schöne Augen zu machen. Da sie trotz ihrer telepathischen Fähigkeiten keine Gedanken von ihm empfängt, ist sie von ihm äußerst fasziniert. Picard lässt die beiden eine längere Unterhaltung führen, erst dann löst er auf, dass Rex nur ein Hologramm ist. Lwaxana Troi fühlt sich daraufhin äußerst gekränkt.
Inzwischen hat die Enterprise Pacifica erreicht und ihre Gäste sollen nun auf den Planeten gebeamt werden. Im Transporterraum trifft Lwaxana Troi auf die beiden Antedeaner, doch als sie ihre Gedanken liest, stellt sie fest, dass es sich gar nicht um Delegierte, sondern um Attentäter handelt, die unter ihren Umhängen Sprengstoff verstecken. Ein Scan bestätigt diese Beschuldigung. Die Antedeaner werden den Behörden übergeben und Lwaxana Troi verabschiedet sich von der Besatzung der Enterprise.

## Verbindungen zu anderen Star-Trek-Produktionen
Die Antedeaner wurden in mehreren Folgen der animierten Serie Star Trek: Lower Decks und in einer Folge der nicht-kanonischen animierten Serie Star Trek: Very Short Treks wieder aufgegriffen.

## Produktion

### Drehbuch
Andere Sterne, andere Sitten war die letzte Folge von Raumschiff Enterprise – Das nächste Jahrhundert, für die Tracy Tormé das Drehbuch schrieb. Sie baut auf zwei früheren Folgen auf, die ebenfalls von Tormé geschrieben wurden, zum einen Folge 1.11 (Die Frau seiner Träume), in der Lwaxana Troi ihren ersten Auftritt hatte, zum anderen Folge 1.12 (Der große Abschied), in der Picards Dixon-Hill-Holodeckprogramm erstmals zu sehen war. Die Holodeck-Geschichte war ursprünglich stark von Raymond Chandlers Kriminalromanen Betrogen und gesühnt (Farewell, My Lovely) und Die kleine Schwester (The Little Sister) inspiriert. Wie schon in Folge 2.12 (Hotel Royale) wurde Tormés Entwurf von Maurice Hurley stark überarbeitet und viele seiner ursprünglichen Ideen wurden gestrichen. Beispielsweise sollte Picard als Dixon Hill einen Monolog über die Handlung sprechen, wie er in den Film-Noir-Produktionen der 1940er Jahre üblich war. Dies wurde nicht realisiert, da man annahm, der durchschnittliche Zuschauer wäre dadurch verwirrt, denn Picard würde sonst nur bei Logbucheintragungen Monologe halten. Tormé war mit den Änderungen erneut so unzufrieden, dass er sich als Drehbuchautor in den Credits der Folge nur unter seinem Pseudonym Terry Devereaux nennen ließ. Unter seinem echten Namen wird er in den Credits als „kreativer Berater“ genannt. Tormé verließ die Serie zum Ende der zweiten Staffel.

### Darsteller
Die Hauptfigur Geordi La Forge (LeVar Burton) hat in dieser Folge keinen Auftritt.
Rod Arrants, Darsteller von Rex, spielte auch Daleth in Folge 4.23 (Der Zeitzeuge) von Star Trek: Raumschiff Voyager aus dem Jahr 1998.
Robert O’Reilly hat hier als Scarface seinen ersten Auftritt im Star-Trek-Franchise. Er spielte später den Klingonen Gowron in vier Folgen von Raumschiff Enterprise – Das nächste Jahrhundert und acht Folgen von Star Trek: Deep Space Nine sowie zwei weitere Gastrollen in je einer Folge von Star Trek: Deep Space Nine und Star Trek: Enterprise.
Rhonda Aldrich hat hier ihren zweiten von drei Auftritten als Dixon Hills Sekretärin Madeline. Die Figur wird hier erstmals beim Namen genannt.
Mick Fleetwood, Schlagzeuger der Rockband Fleetwood Mac, hat hier einen Cameo-Auftritt als antedeanischer Delegierter. Er opferte seinen Rockerbart, um die Maske anzulegen.
Wren T. Brown, Darsteller des Shuttlepiloten, spielte auch den Klingonen Kohlar in Folge 7.14 (Die Prophezeiung) von Star Trek: Raumschiff Voyager aus dem Jahr 2001.

## Rezeption
Keith DeCandido bewertete Andere Sterne, andere Sitten 2011 auf tor.com als äußerst schlechte Folge von Raumschiff Enterprise – Das nächste Jahrhundert. Sie habe zwar einige lustige Momente, wirke aber insgesamt wie eine schlecht geschriebene Screwball-Komödie aus den 1940ern. Lwaxana Troi mache sich selbst zur Idiotin, indem sie unfähig erscheint, mit in der Serie völlig normaler Technik umzugehen. Zudem werde keiner der drei Handlungsstränge (Die Antedeaner, Lwaxana Trois Suche nach einem Mann und die Dixon-Hill-Geschichte) befriedigend zu Ende geführt.
Kayleena Pierce-Bohen führte Andere Sterne, andere Sitten 2019 auf screenrant.com in einer Liste der zehn lustigsten Folgen von Raumschiff Enterprise – Das nächste Jahrhundert auf Platz 3.